# Хеј младости, 'еј животе
Хеј младости, 'еј животе (или Ја свој живот још по старом живим) је први студијски албум Милоша Бојанића издат 1984. године у издању издавачке куће ПГП РТБ.

## Списак песама
| №  | Назив                             | Трајање |  |
| 1. | Хеј, младости, 'еј, животе        | 3:40    |  |
| 2. | Имам да ти кажем нешто            | 3:15    |  |
| 3. | Кад год дођеш, добро дошла        | 3:30    |  |
| 4. | Очи су њене к'о небо плаве        | 4:00    |  |
| 5. | Ја свој живот још по старом живим | 4:50    |  |
| 6. | Лепо живим у сељачкој кући        | 3:20    |  |
| 7. | Успомена најдража од ње           | 3:45    |  |
| 8. | Гориш у мени љубави моја          | 4:00    |  |